# Jan de Bruine
Jan Adrianus de Bruine (Winschoten, 15 juli 1903 – Anglet (Frankrijk), 4 april 1983) was een Nederlands ruiter en militair.
De Bruine nam op de Olympische Zomerspelen in 1936 en in 1948 deel aan het springconcours met het Nederlands team. Samen met Johan Greter en Henri van Schaik won hij in 1936 met zijn paard Trixie de zilveren medaille. Individueel was hij als elfde geëindigd. In 1948 was het team niet succesvol. Twee van de drie ruiters, waaronder De Bruine, finishten niet en het team werd gediskwalificeerd. Voor de Olympische Zomerspelen 1932 viel hij op het laatste moment af omdat zijn paard kreupel geraakt was.
De Bruine was 1e luitenant, later majoor, bij de veldartillerie aan de School voor Reserve Officieren der Infanterie.